# مهر علي النقاش

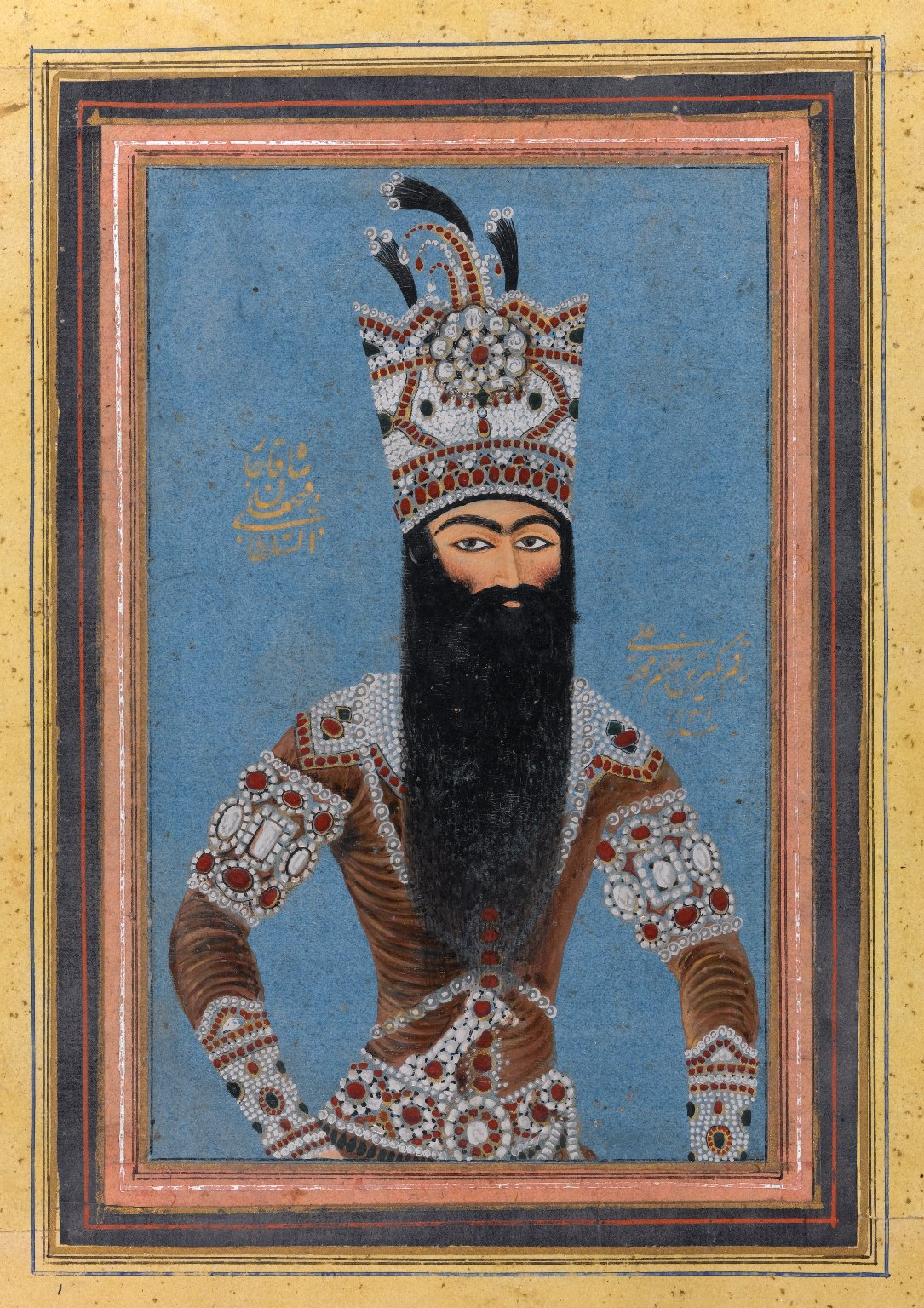
مهر علي (إيراني، نشط حوالي 1800-1830). صورة لفتح علي شاه قاجار ، 1815 م. من متحف بروكلين

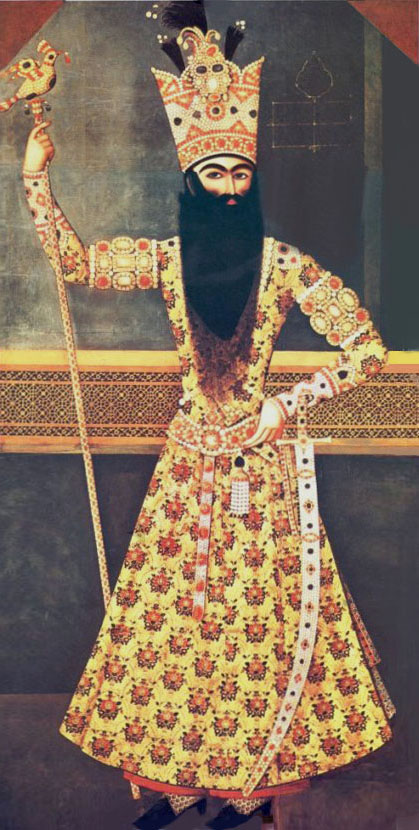
لوحة لفتاح علي شاه قاجار بريشة مهر علي (1813-1814)، متحف الإرميتاج، سانت بطرسبرغ.

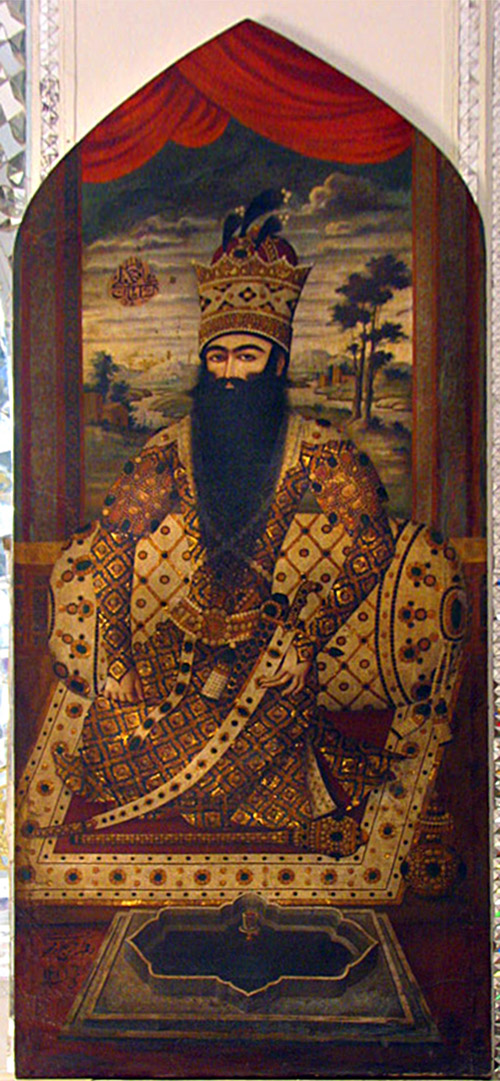
لوحة أخرى من لوحات مهر علي لفتاح علي شاه قاجار، موجودة الآن في مجموعة قصر جولستان.

مهر علي النقاش (الفارسية: مهرعلی نقاش؛ بعد 1795 - 1830 م) كان أحد أعظم الرسامين الملكيين في بلاط القاجار في عهد فتح علي شاه القاجار، ويُعتبر أبرز رسامي البورتريه الإيرانيين في الجزء الأول من حكمه. كان مهر علي أحد أبرز الرسامين في الفن القاجاري [الإنجليزية] المبكر.
كانت المهارة الرئيسة لمهر علي هي قدرته على التقاط عظمة وقوة الشخص الذي يرسم الصورة، وبالتالي أصبح الرسام المفضل لدى الشاه. أنتج مهر علي ما لا يقل عن عشر لوحات زيتية بالحجم الكامل لفتح علي شاه، ومن المحتمل أن تكون إحدى أقدم هذه اللوحات قد أُرسلت كهدية إلى أمراء السند في عام 1800. وقد أُرسلت صورة أخرى للشاه على العرش إلى نابليون. أفضل صورة لمهر علي هي عمل يعود تاريخه إلى عام 1813-1814، ويعتبرها البعض أفضل لوحة زيتية فارسية موجودة. وهي تصور صورة كاملة الطول للشاه وهو يرتدي ثوبًا مطرزًا بالذهب وتاج كياني [الإنجليزية]، بينما يحمل عصا مرصعة بالجواهر.
كلّف فتح علي شاه عددًا كبيرًا من الفنانين برسم عدد كبير من الصور الشخصية بالحجم الطبيعي لنفسه ولأبنائه، وهي الأعمال التي شكلت خلفية للاحتفالات في البلاط. الأعمال التي رسمها مهر علي وسلفه كرسام البلاط ميرزا بابا، صورت فتح علي شاه في أدواره المهيبة العديدة، وكانت تهدف إلى إظهار قوته كحاكم وليس إلى أن تكون صورًا واقعية. ونتيجة لذلك، فإن الأعمال الفنية تتميز بأسلوب فني شديد، ورسمها بألوان غنية وعميقة، ومليئة برموز القوة.
تشمل الأعمال المهمة الأخرى لمهر علي سلسلة من صور الحكام والشخصيات الفارسية من الشاهنامه، التي كلف بها فتح علي شاه كديكور لقصر إمارة نو في أصفهان. كانت هذه السلسلة من الأعمال ملحوظة بما يكفي لتُذكر في تقارير العديد من الرحالة الأوروبيين إلى أصفهان، مثل جيمس مورييه (في رحلة عبر بلاد فارس في عامي 1808 و1809 ، نُشر عام 1812)، والسير ويليام أوسلي [الإنجليزية] في عام 1812 (في رحلات إلى بلدان مختلفة من الشرق ، نُشر عام 1823)، وتشارلز تيكسير [الإنجليزية] (في وصف الأرمن والفارس وبلاد ما بين النهرين، نُشر عام 1852). حتى عام 1985، كان يُعتقد أن جميع اللوحات في هذه السلسلة قد دُمرت، ولكن اُكتُشف ثلاث لوحات منذ ذلك الحين وحُقق من صحتها، وهي صور لأفراسياب، وجنكيز خان، وكاي خسرو، على الرغم من أن صورة كاي خسرو غير موجودة في شكلها الكامل ولكن قُلصَت إلى حوالي 80٪ فقط من حجمها الأصلي. وعلى الرغم من ذلك، فقد بيعت في مزاد علني في دار كريستيز في لندن عام 2007 مقابل 54 ألف جنيه إسترليني (107500 دولار أمريكي). والعملان الآخران موجودان أيضًا في أيدي خاصة، حيث بِيعَا في المزاد العلني من نفس الشركة في عام 1987.
وكان مهر علي أيضًا معلمًا قديرًا، وكان من بين تلاميذه الرسام الشهير أبو الحسن صانع المُلك.

## روابط خارجية
- لوحة فتح علي شاه قاجار للفنان مهر علي